# Gouden Notekraker

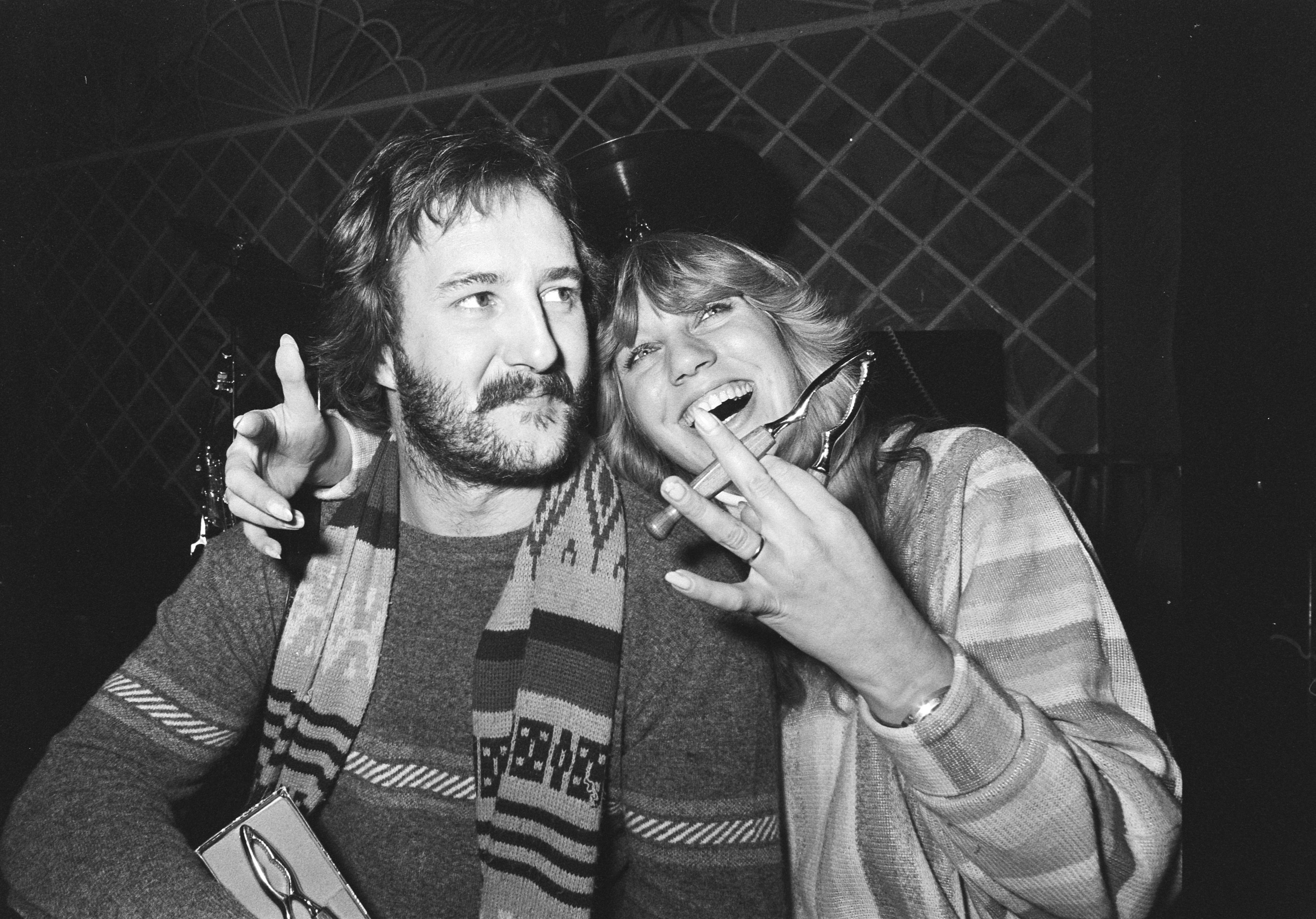
Maggie MacNeal zeigt den Gouden Notekraker 1978 (links Jan Akkerman)

Der Gouden Notekraker (deutsch: Goldener Nussknacker) ist eine jährliche Auszeichnung, mit der sich niederländische Musiker und Schauspieler gegenseitig für die auffälligsten, künstlerischen oder geschmackvollsten Darbietungen der vergangenen Saison ehren.

## Geschichte
1974 wurde von der Nederlandse Toonkunstenaarsbond (Ntb) ein Preis für „besondere Verdienste um live gespielte Musik in den Niederlanden“ ins Leben gerufen, unter dessen Schirmherrschaft er bis zum Jahr 2000 verliehen wurde. Das Hauptmotiv des Preises: die Bedeutung von Livemusik zu unterstreichen, nicht nur in Bezug auf die Beschäftigung von Musikern, sondern auch als Quelle der künstlerischen Entwicklung.
Im Laufe der Jahre entwickelte sich die – ursprünglich bescheiden gestaltete – Preisverleihung zu einer aufwendigen Musikgala, die die finanziellen und logistischen Kapazitäten des Ntb überstieg. Nach der Veranstaltung im Jahr 2000 im Theater Meervaart in Amsterdam suchte das Ntb nach Organisationen, die den Preis in Lizenz weiterführen konnten.
Somit konnte erst wieder ab 2007 der Gouden Notekraker, nun auf Initiative der Urheberrechtsorganisation NORMA (vergl. Verwandte Schutzrechte), wieder in den beiden Kategorien Unterhaltungsmusik und Schauspiel verliehen werden.
Seit 2010 wird der Gouden Notekraker in Zusammenarbeit mit der Sena organisiert. Sowohl NORMA als auch Sena wurden von der Ntb gegründet.
Ab 2011 wurde die Sparte Theater durch die Kategorie Fernsehen ersetzt (hier Leistungen von Schauspielern in Fernsehserien).
Über die Nominierungen entscheidet ein Komitee; die Mitglieder der beiden Urheberrechtsorganisationen entscheiden, wer ihre Kollegen im vergangenen Jahr am meisten beeindruckt hat. Der Gouden Notekraker hat alle Aspekte einer Auszeichnung: Er kann ein Werkpreis sein, aber auch eine Auszeichnung für Nachwuchstalente. Die Mitgliedsorganisationen können ihre Stimme über die Website des Gouden Notekraker abgeben.
In den Jahren 2009 und 2010 zeichnete der NPS (Vorläufer des NTR) die Fernsehübertragung der Preisverleihung auf.
Im Jahr 2015 wurde das Format des Gouden Notekraker erneut geändert. So gibt es jetzt eine Longlist, über die die Mitglieder abstimmen können. Nach der ersten Abstimmungsrunde folgen die drei Nominierten in den bekannten Kategorien Musik (Musiker) und Fernsehen (Schauspieler).
Neu ab 2015 ist die Verleihung des Zilveren Notekraker. Bei dem Silbernen Nussknacker handelt es sich um einen Förderpreis für aufstrebende Talente. Hier ergibt sich der Gewinner direkt aus der ersten Abstimmungsrunde.
Ab 2018 wird auch der Humble Hero Award an einen tonangebenden und einflussreichen Session-Musiker verliehen.

## Gewinner Gouden Notekraker
- 1974 Boy Edgar und Nelly Boerée[2]
- 1976 Frans Poptie und Frans Rexis[2]
- 1977 Dutch Swing College Band und Toby Rix
- 1978 Jan Akkerman und Maggie MacNeal
- 1979 Solution, Saskia & Serge und Jan Liebregs
- 1980 Golden Earring und Margriet Eshuijs
- 1981 Ben Cramer und Marga de Boer
- 1982 BZN und Co van der Heide Wijma
- 1983 Mini & Maxi und John Kapper
- 1984 Eddy Christiani und Oscar Harris
- 1985 Charlie Nederpelt und Han Dunk
- 1986 Donna Lynton und Ted de Braak
- 1987 Carry Tefsen, Jan Rietman und Piet Zonneveld
- 1988 Herman van Veen und Jan Handerson
- 1989 Rob de Nijs und Nits
- 1990 Mathilde Santing, Harry Bannink und Het Goede Doel
- 1991 Annie van ’t Zelfde und Candy Dulfer
- 1992 Greetje Kauffeld und Fred Butter
- 1993 Clous van Mechelen und Pater Moeskroen
- 1994 Karin Bloemen und Sexteto Canyengue
- 1995 Joke de Kruijf und The Houdini’s
- 1996 Jenny Arean und Raïland
- 1997 Metropole Orkest und Rowwen Hèze
- 1998 Stanley Burleson und Normaal
- 2000 New Cool Collective, BLØF und De vrienden van Amstel LIVE (Konzertreihe)
- 2001–2006 (nicht vergeben)
- 2007 Wende Snijders (Musik) und Loes Luca (Theater)
- 2008 Erik van der Wurff (Musik) und Arjan Ederveen (Theater)
- 2009 Ilse de Lange (Musik) und Carice van Houten (Theater)
- 2010 Ellen ten Damme (Musik) und Jon van Eerd (Theater)
- 2011 Eric Vloeimans (Musik) und Anna Drijver (Fernsehen)
- 2012 Caro Emerald (Musik) und Kees Prins (Fernsehen)
- 2013 Racoon (Musik) und Annet Malherbe (Fernsehen)
- 2014 Wouter Hamel (Musik) und Daan Schuurmans (Fernsehen)
- 2015 Dotan (Musik) und Kim van Kooten (Fernsehen)
- 2016 Douwe Bob (Musik) und Thekla Reuten (Fernsehen)
- 2017 De Staat (Musik) und Georgina Verbaan (Fernsehen)
- 2018 Magda Mendes (Musik)[3]
- 2019 My Baby (Musik)[4]
- 2020 Eefje de Visser[5]
- 2021 Spinvis[6]
- 2022 Di-rect[7]
- 2023 DeWolff (Musik)
- 2024 Jungle by Night

## Gewinner Zilveren Notekraker
- 2015 Jett Rebel (Musik) und Naomi van Es (Fernsehen)
- 2016 Nationaal Jeugd Jazz Orkest (Musik) und Matthijs van de Sande Bakhuyzen (Fernsehen)
- 2017 Celine Cairo (Musik) und Sarah Bannier (Fernsehen)
- 2018 Nina June (Musik)[3]
- 2019 Luwten mit Singer-Songwriter Tessa Douwstra[4]
- 2020 Darlyn (Musik)[5]
- 2021 Nana Adjoa[6]
- 2022 Froukje[7]
- 2023 Bente Fokkens
- 2024 Meau

## Gewinner Humble Hero Award
- 2018 Michel van Schie
- 2019 Martijn van Agt[8]
- 2020 Marieke de Bruijn und ihr Dutch String Collective[5]
- 2021 Ton Dijkman[6]
- 2022 Tessa Boomkamp[7]
- 2023 Bram van den Berg
- 2024 Roselilah